# 三瓶由布子の育て!黄色いアヒル豆!!
三瓶由布子の育て!黄色いアヒル豆!!（さんぺいゆうこのそだてきいろいあひるまめ）は、2006年6月9日から2009年6月5日まで携帯サイト声優・V-STATIONで配信されたケータイラジオ番組。
配信時間は、毎週5分～6分間程度。
パーソナリティは、三瓶由布子。
聞くためには、声優・V-STATIONへの登録料月額315円と別途ラジオを聞く分のサービス利用料がかかる。(詳しくは携帯サイト参照)
また、HQケータイラジオとしてケータイラジオと同じコンテンツをiモーションでも配信されている。(対応機種には注意が必要）

## コーナー
基本的に毎週1つのコーナーをこなしていき、1ヶ月でひと回りするという流れ。
- フリートークコーナー
近況や、最近思ったことを好き勝手に話すコーナー。
- めーるコーナー
リスナーからの送られてくるメールを読んで、それに答えるコーナー。
- 育て!かわいい男の子スパルタ男塾
最近女の子役が増えてきた三瓶由布子が、男キャラを広げるためにがんばるコーナー。スタッフからのお題セリフをいろいろな男キャラで演じる。
- 劇団由布子のみ
ミニラジオドラマ。三瓶由布子が一人で複数の役を演じる。但し、ゲストがいるときは二人で演じる。

## ゲスト
- 2006年9月飯塚雅弓
- 2006年12月小清水亜美
- 2007年2月新谷良子
- 2007年7月牧野由依
- 2008年1月本多陽子
- 2008年2月名塚佳織
- 2009年1月仙台エリ
- 2009年3月沢城みゆき
- 2009年4月伊瀬茉莉也
- 2009年4月永野愛
- 2009年4月前田愛
- 2009年5月仙台エリ
- 2009年5月真堂圭